# Marcia Greenberger
Marcia D. Greenberger (Filadelfia, 24 aprile 1946) è un avvocato e attivista statunitense per i diritti delle donne.

## Biografia
Ha conseguito il B.A. con lode e il J.D. con lode presso l'Università della Pennsylvania, quindi ha lavorato come avvocato presso lo studio Caplin and Drysdale di Washington. Nel 1981 ha cofondato il National Women's Law Center insieme a Nancy Duff Campbell, ricoprendo il ruolo di copresidente fino al 2017, quando entrambe si sono ritirate.
Il National Women's Law Center è stato fondato da loro per lottare per l'uguaglianza di genere nella sicurezza economica, nell'istruzione, nella salute e nel lavoro.
Iniziò quando il personale amministrativo femminile e gli studenti di legge del Center for Law and Social Policy chiesero che la loro retribuzione fosse migliorata, che il centro assumesse avvocati donne, che non fossero più tenuti a servire il caffè e che il centro creasse un programma per le donne.
La Greenberger fu assunta nel 1972 per avviare il programma e la Campbell la raggiunse nel 1978. Nel 1981 le due decisero di trasformare il programma nel distintivo National Women's Law Center.

## Onorificenze
Nel 2015 la Greenberger è stata inserita nella National Women's Hall of Fame.
È sposata con Michael Greenberger.